# Индигирка (салат)
Индиги́рка — салат, популярный на севере России, особенно в Якутии. Является визитной карточкой якутской кухни. Также известен как «пятиминутка».

## История
Как устоявшееся блюдо с конкретным названием появился в середине XX века благодаря якутскому повару И. И. Тарбахову, который увидел во время своего нахождения в семье якутов у озера Ожогино приготовление быстрого салата, который местные жители именовали «Сиикэй», по-русски «Пятиминутка». Салат представлял собой свежеразделанного, порезанного на небольшие куски, свежевыловленного чира, с добавлением небольшого количества соли, перца и лука.
От исходного «Сиикэй» салат «Индигирка» отличается только холодной подачей, то есть рыба в салате подаётся нарезанной кубиками и свежеразмороженной.

## Рецепт
Основным компонентом салата является мороженая рыба, желательно северного происхождения — муксун, нерка, пелядь, чир либо форель. Рыбка разделывается, очищается от кожи, внутренностей и головы; разрезается на две части вдоль хребта; затем из неё удаляются кости, после чего готовое филе нарезается кубиками небольшого размера (3-5 мм).
Следующим этапом кубики собираются в тару, кладутся в морозильную камеру и замораживаются. Далее для охлаждения в морозилку отправляется блюдо, на котором будет подаваться салат.
После того, как кубики рыбы заморозятся, они выкладываются на холодное блюдо, смешиваются с небольшим количеством также нарезанного кубиками лука (кубики лука перед смешиванием разминаются руками, для того, чтобы они пустили сок), приправляются солью и чёрным перцем, после чего обрызгиваются небольшим количеством рафинированного растительного масла. Перед подачей салат должен настояться 10-20 минут в холодильнике.
Иногда, для придания блюду праздничного вида, в салат добавляют красную икру.